# Нгапухи

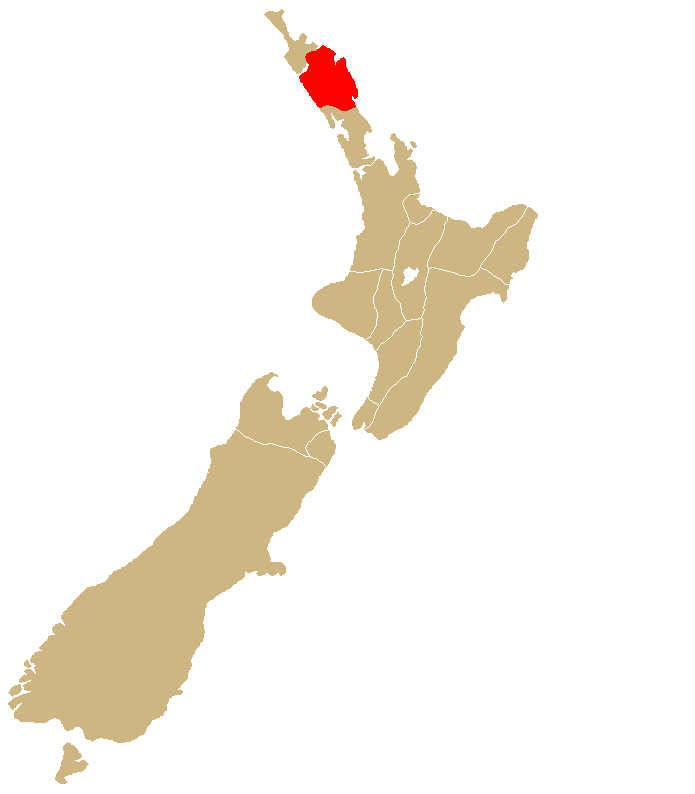
Район расселения племени Нгапухи на Северном острове Новой Зеландии

Нгапухи (или Нга Пухи) — это племя (иви) маори на территории региона Нортленд Новой Зеландии и сосредоточенное в Хокианге, заливе Бей-оф-Айлендс и Фангареи.
Нгапухи имеет самую большую численность среди всех маорийских племён, 125 601 человеком, идентифицирующим себя как нгапухи в переписи 2013 года. Нгапухи сформированы из 150 хапу и 55 мараэ.
Несмотря на такое разнообразие, народ Нгапухи сохраняет свою общую историю и самоидентификацию. Те Рунанга а Иви о Нгапухи, базирующаяся в Кайкохе, управляет иви. Рунанга действует от имени племени в консультации с правительством Новой Зеландии. Он также обеспечивает справедливое распределение выгод от урегулирования 1992 года с новозеландским правительством и предпринимает инициативы по управлению ресурсами и образованию.

## История

### Основы
Предок-основатель Нгапухи — Рахири, сын Таурамоко и Те Хауанги. Таурамоко был потомком Купе из Матавхаоруаи Нукутавхити из каноэ Нгатокиматавхаоруа. Те Хауангианги была дочерью Пухи, который командовал каноэ Матаатуа к северу от залива Изобилия. Рахири родился в Вириа-па, недалеко от Опонони в Хокианге. Первые племена, возглавляемые потомками Рахири, жили в районах Хокианга, Кайкохе и Пуэруа.
Через смешанные браки с другими племенами (иви) и экспансионистскую миграцию на сушу потомки Рахири образовали племена по всему Северному полуострову. Эти действия также способствовали укреплению связей с соседними маорийскими иви. Ауха и Вакаария, например, вели экспансию на восток от Кайкохе и Пуэруа в район залива островов, наводняя и часто смешиваясь с Нгаи Тахуху, Нгати Манайей, Те Вахинити и Нгати Миру. Эти племена на востоке были первыми, кто использовал имя Нгапухи. По мере слияния восточной и западной групп название пришло для описания всех племён, поселившихся в Хокианге и Заливе островов. В конце 1700-х и начале 1800-х годов племена нгапухи продвинулись дальше на восток через южный залив островов к открытому побережью, поглотив такие племена, как Нгати Ману, Те Капотай, Те Ури о Рата, Нгаре Раумати и Нгативаи.

### Проведение первой христианской миссии
Руатара был вождём Нгапухи с 1812 года до своей смерти в 1815 году. В 1814 году он пригласил преподобного Сэмюэла Марсдена основать первую в истории христианскую миссию в Новой Зеландии на земле Нгапухи. Присутствие этих влиятельных пакеха обеспечило Руатаре доступ к европейским растениям, технологиям и знаниям, которые он распространял среди других маори, тем самым увеличивая свою ману. После смерти Руатары его дядя Хонги Хика стал защитником миссии.
Томас Кендалл, Джон Кинг и Уильям Холл, миссионеры церковного миссионерского общества, основали первую миссионерскую станцию в бухте Ойхи (небольшая бухта на северо-востоке залива Рангихуа) в заливе островов в 1814 году и в течение следующих десятилетий основали фермы и школы в этом районе. В 1823 году преподобный Генри Уильямс и его жена Марианна основали миссионерскую станцию в Пайхии на земле, принадлежащей Ане Хаму, жене Те Коки. В 1826 году брат Генри Уильям и его жена Джейн присоединились к миссии церковного миссионерского общества в Пайхии. Марианна и Джейн Уильямс основали школы для нгапухи. Уильям Уильямс возглавил миссионеров общества при переводе Библии и другой христианской литературы; первые главы Библии для маори были напечатаны в Пайхии Уильямом Коленсо в 1827 году. Миссионерам не удалось обратить ни одного маори до 1830 года, когда был крещён Равири Тайванга (1818—1874), вождь племени нгапухи. Руатара и Хонги Хика сами приветствовали присутствие миссионеров, но не принимали христианство. Хоне Хеке посещал миссионерскую школу церковного миссионерского общества в Керикери, а Хеке и его жена Оно были крещены в 1835 году.

### Мушкетные войны
К началу XIX века Залив Островов стал известным морским портом Новой Зеландии. Благодаря расширению торговли с европейцами, инициированной Руатарой, Нгапухи получили больший доступ к европейскому оружию, включая мушкеты. Вооружённый европейским огнестрельным оружием, Нгапухи во главе с Хонги Хикой начали серию экспансионистских кампаний, с громкими резнями по всему Нортленду, а также в Уаикато и в заливе Пленти.

### Объединённые племена Новой Зеландии и Декларация независимости
28 октября 1835 года различные вожди северных земель, главным образом из племени нгапухи, встретились в Вайтанги с британским резидентом Джеймсом Басби и подписали Декларацию независимости Новой Зеландии, провозглашающую Союз племён Новой Зеландии. В 1836 году корона получила и признала независимость объединённых племён под властью короля Великобритании Вильгельма IV. К 1839 году 52 вождя северного и центрального Северного острова подписали Декларацию, в том числе большинство вождей Нгапухи и Потатау Те, арики племён тайнуй из региона Уиакато.

### Война за флагшток
В 1840 году вожди племени Нгапухи подписали договор Вайтанги. Однако в 1845—1846 годах Нгапухи боролся против британской короны из-за договорных споров и европейского вторжения и вмешательства. Силы маори возглавляли Те Руки Кавити и Хоне Хеке, которые спровоцировали войну, когда он срубил флагшток в Корорареке, чтобы начать то, что иногда называют войной флагштока. Англичане сражались не в одиночку, но у них были союзники-нгапухи. Тамати Вака Нене дал правительству заверения в хорошем поведении нгапухи и чувствовал, что Хоне Хеке предал его доверие, спровоцировав войну за флагшток.
Исход войны за флагшток является предметом некоторых споров. Хотя война была широко оценена как британская победа, ясно, что исход был несколько более сложным, даже спорным. Флагшток, который оказался столь спорным, не был восстановлен колониальным правительством. В то время как Залив островов и Хокианга все ещё номинально находились под британским влиянием, тот факт, что государственный флаг не был восстановлен, был символически очень значимым. Такое значение не ускользнуло от внимания Генри Уильямса, который, написав Эдварду Маршу 28 мая 1846 года, заявив, что «флагшток в бухте все ещё распростёрт, и туземцы здесь правят. Это унизительные факты для гордого англичанина, многие из которых думали, что могут управлять одним лишь именем».
Флагшток, который сейчас стоит в Корорареке, был установлен в январе 1858 года по указанию сына Кавити Майхи Параоне Кавити; символика возведения пятого флагштока в Корорареке воинами нгапухи, которые вели войну за флагшток, а не по указу правительства, указывает на то, что колониальное правительство не хотело рисковать дальнейшей конфронтацией с нгапухи.
В символическом акте 400 воинов нгапухи, участвовавших в подготовке и возведении флагштока, были выбраны из «повстанческих» сил Кавити и Хеке — то есть нгапухи из хапу Тамати Вака Нене (которые сражались в качестве союзников британских войск во время войны флагштока), наблюдали, но не участвовали в возведении пятого флагштока. Восстановление флагштока, представленное Майхи Параоне Кавити, было добровольным актом со стороны Нгапухи, которые срубили его 11 марта 1845 года, и они не позволили бы никому другому оказать какую-либо помощь в этой работе.
Наследие восстания Кавити во время войны за флагшток состояло в том, что во времена губернатора Джорджа Грея и губернатора Томаса Гора Брауна колониальные администраторы были обязаны учитывать мнение нгапухи, прежде чем принимать какие-либо меры в Хокианге и заливе островов. Неизменным символом пятого флагштока в Корорареке является то, что он существует благодаря доброй воле нгапухи.
Трибунал Вайтанги в Докладе Те Ророа 1992 года (Wai 38) утверждает, что «После войны на севере политика правительства состояла в том, чтобы разместить буферную зону европейского поселения между нгапухи и Оклендом. Это соответствовало желанию Нгати-хуа иметь больше поселенцев и посёлков, большее изобилие торговых товаров и защиту от Нгапухи, их традиционного врага».
Несмотря на достижения Те Руки Кавити и Хоне Хеке в борьбе за контроль колониального правительства над нгапухи, в годы после войны за флагшток более 2000 км² земли племени нгапухи были отчуждены от контроля маори. Значительная передача земли произошла в 1857/1858 году, когда Майхи Параоне Кавити, сын Те Руки Кавити, организовал возведение пятого флагштока в Корорареке. Флагшток предназначался как сигнал губернатору Томасу Гору Брауну, что Майхи не пошёл по пути своего отца. Таваи Кавити описал обстоятельства предложения земли как «[a]s a whariki» (или мат) для флага, чтобы отдохнуть на нём, Майхи предложил губернатору все земли между Карету и Моэревой к северу от Вайомио и так далеко на юг, как Руапекапека Па. Это предложение было принято, но было оплачено за половину стоимости.

### XXиXXI века
На фоне культурного и экономического упадка двадцатый век стал свидетелем неуклонной миграции маори племени нгапухи из Северных земель в другие районы Северного острова, главным образом в Окленд, Уаикато и Пленти. Отчасти это привело к организации Нгапухи в крупные географические и городские подразделения.